# Pfarrkirche Wals

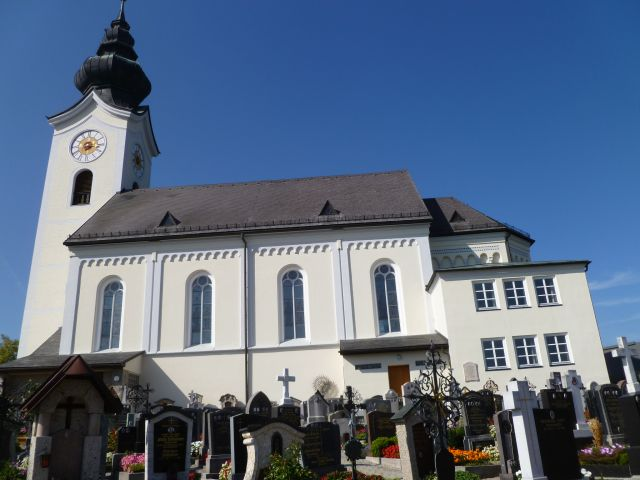
Katholische Pfarrkirche hl. Georg in Wals

Die römisch-katholische Pfarrkirche Wals steht im Ort Wals in der Gemeinde Wals-Siezenheim im Bezirk Salzburg-Umgebung im Land Salzburg. Die Pfarrkirche hl. Georg gehört zum Dekanat Bergheim in der Erzdiözese Salzburg. Die Kirche steht unter Denkmalschutz (Listeneintrag).
Sie wurde erstmals 788 urkundlich erwähnt. Der romanische einschiffige Bau mit im Kern gotischen Turm und barockem Turmhelm wurde 1860 nach den Plänen des Diözesanbaumeisters Georg Kamml reromanisiert und 1863 durch Erzbischof Maximilian Joseph von Tarnóczy neu geweiht.

## Geschichte

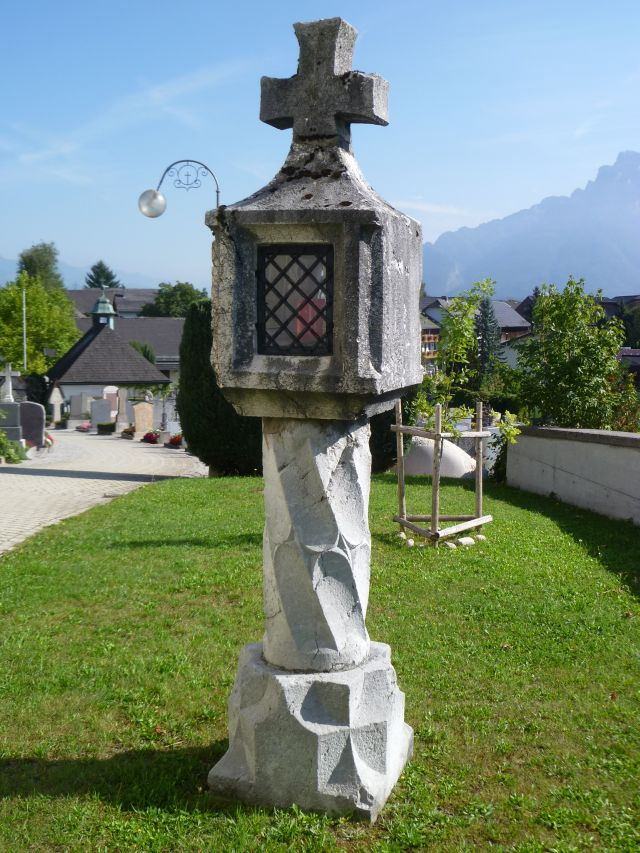
Spätgotische Totenleuchte im Friedhof von Wals

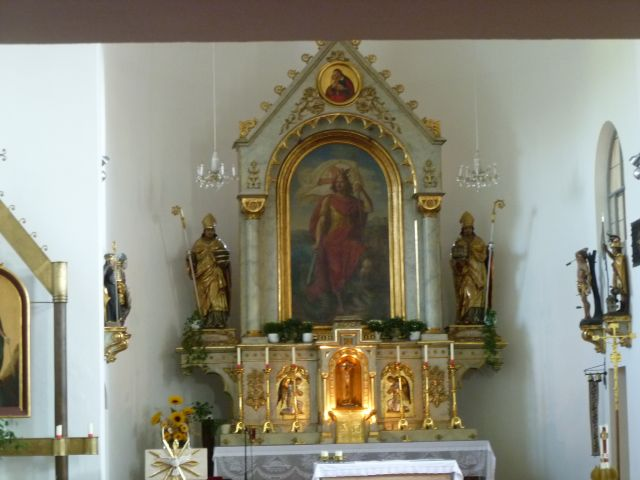
Hauptaltar (1860) von Julius Frank mit den beiden Diözesanpatronen Rupert und Virgil (Mitte 17. Jhd., ehemals Salzburger Andräkirche)

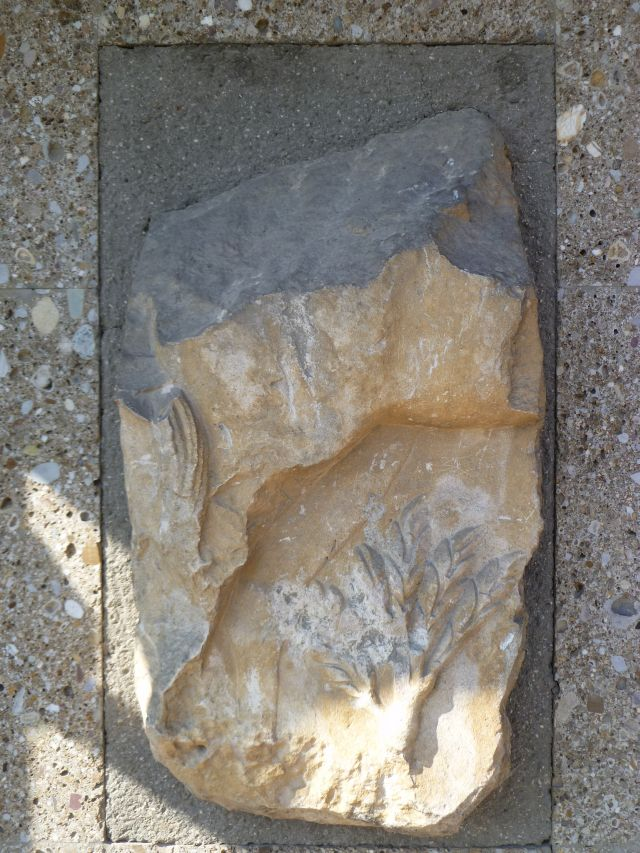
Römerfragment aus dem 2./3. nachchristlichen Jahrhundert auf der Pfarrkirche in Wals

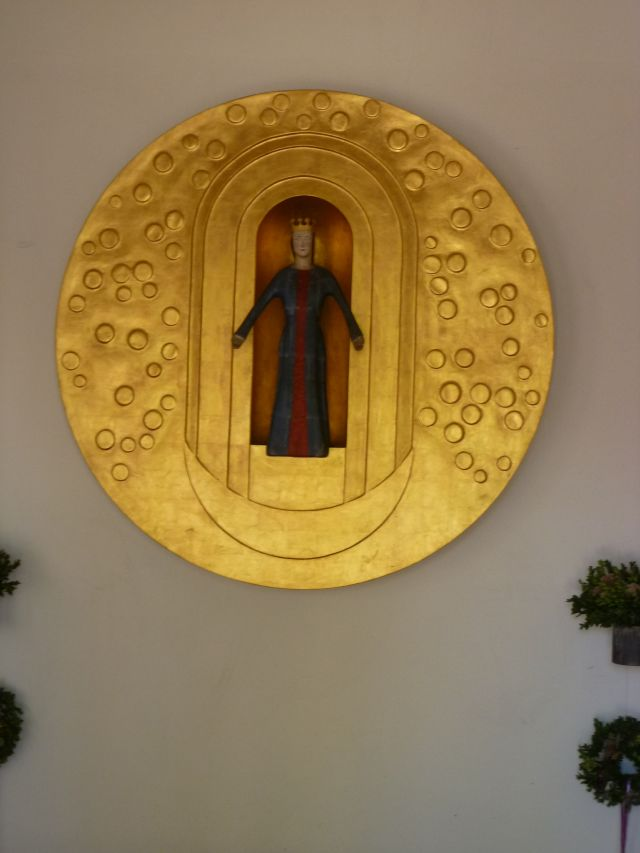
Marienstele von Friedrich Koller in der Marienkapelle

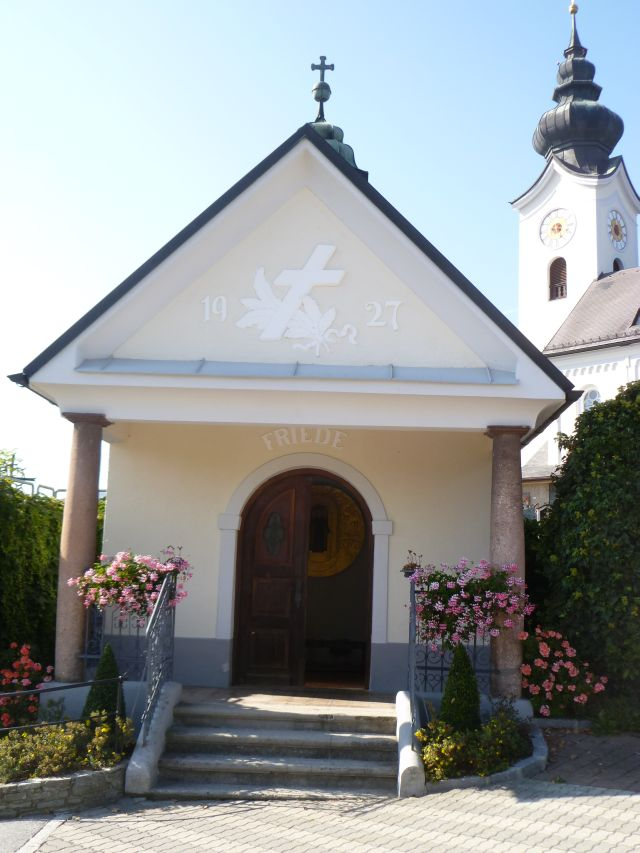
Neobarocke Marienkapelle von 1927

Erste urkundliche Erwähnungen von Wals in der Mitte des 8. Jahrhunderts als Walchwis bzw. als Vicus Romaniscus verweisen darauf, dass hier Romanen (Walchen) im Gegensatz zu der mehrheitlich bajuwarischen Bevölkerung des Umlandes lebten. In den Güterverzeichnissen des Erzbischofs Arno von Salzburg, den sog. Notitia Arnonis, wird Walahowis als eine der dreiundsechzig Eigenkirchen der Salzburger Erzbischöfe geführt. Nach der Trennung des Erzbistums Salzburg und des Benediktinerklosters St. Peter im Jahr 987 kamen die Besitzungen in Wals an das Kloster. Im Jahre 1106 wird zum ersten Mal ein Friedhof um die Walser Kirche erwähnt. Im 12. Jahrhundert wurde Wals der Pfarre Siezenheim unterstellt und diese wurde wiederum dem Salzburger Domkapitel inkorporiert. 1614 ist in Wals als erster Mesner der Höglerbauer Wolf Mäzinger bekannt. Ab 1736 wurde eine Volksschule beim Mesnerbauern installiert und von einem Siezenheimer Kooperator als Katechet betreut.
Bis 1860 blieb Wals eine Filialkirche von Siezenheim, wobei an jedem zweiten Sonntag, an verschiedenen Feiertagen sowie bei Begräbnissen Gottesdienste gehalten wurden. Da zwischen 1852 und 1859 in der Erzdiözese Salzburg 38 neue Pfarren eingerichtet wurden, beantragten auch die Bürger von Wals, Gois, Walserberg, Käferham und einige aus Viehhausen die Schaffung einer eigenen Pfarre. Als Gründe wurden der lange Weg nach Siezenheim und das Vorhandensein eines Friedhofs und einer Schule in Wals angeführt. Die Genehmigung einer eigenen Pfarrei war an die Bedingung eines Kirchenneubaus und der Zusicherung eines eigenen Pfarrhofs geknüpft. Die Bewohner erklärten sich bereit, diese Kosten zu übernehmen und entsprechende Robotleistungen zu erbringen.
Trotz heftigen Widerspruchs eines Teils der Viehhausener Bevölkerung, der wegen seiner Gräber an Siezenheim gebunden war, wurde Wals 1860 eine eigene Pfarrei. Der Pfarrdistrikt wurde 1956 zu einer eigenen Seelsorgestelle geändert, 1967 kamen einige Ortschaften von Wals zur neuen Salzburger Stadtpfarre Kendlersiedlung St. Vitalis.

## Baugeschichte
Über das Aussehen des Vorgängerbaus ist wenig bekannt. Aus frühen Beschreibungen und dem Umbauplan von 1860 ist klar, dass das Gotteshaus aus einem Westturm, einem gewölbten gotischen und im Kern vermutlich romanischen Langhaus mit angebauter Sakristei und Vorhalle im Süden sowie einem im Osten gelegenen Chorquadrat mit einer Apsis bestand. Die zwei Meter dicken Wände im Osten deuten auf romanischen Ursprung hin.
Der in den unteren Teilen gotische Kirchturm wurde 1737 mit einem barocken Obergeschoß mit einschwingenden Uhrengiebel und einem mehrfach eingeschnürten Zwiebelhelm ergänzt. Wegen der Kirchenerweiterung von 1860 ist der Turm aus der Mittelachse verschoben.
Beim Umbau kam die alte Einrichtung in andere Hände: Die vermutlich aus dem Salzburger Dom stammende Kanzel von 1512 kam an die Filialkirche zum hl. Kreuz und zur hl. Elisabeth. Ein der Schmerzhaften Muttergottes gewidmeter marmorner Seitenaltar wurde nach Teichting bei Petting in Bayern verkauft.

## Heutige Erscheinung
Die Kirche besteht heute aus dem Westturm, einem mit einer satteldachförmigen Holzdecke abgeschlossenen kubischen Langhaus und einem mit einer großen Kalotte abgerundeten Chor mit dem Hauptaltar. Die Kirche steht umgeben vom Friedhof auf einem Konglomeratfelsen über der Saalachebene.
1949 bekam die Kirche vier neue Glocken aus der Glockengießerei Oberascher in Kasern. Die Sakristei wurde 1973 vergrößert und es wurde eine Priestergruft angelegt. 1972 wurde ein neuer Pfarrhof mit Pfarrsaal und Proberaum für den Kirchenchor bezogen. Frühere Umbauten aus den 1930er Jahren wurden zwischen 1985 und 1998 wieder zurückgenommen.
Links der Eingangstür befindet sich ein römisches Relief aus dem 2./3. Jahrhundert, das eventuell Teil eines römischen Grabdenkmals war. Es stellt Rumpf und Hinterbein eines Pferdes dar, unter dem ein Strauch wächst.
Im westlichen Teil des Friedhofs befindet sich eine spätgotische Totenleuchte, die um 1500 aus hellem Marmor gefertigt wurde. Der gedrechselte Schaft steht auf einer prismatischen Basis und wird von einem Lichttabernakel, der in ein klobiges Kreuz übergeht, abgeschlossen. Die Säule geht auf eine Stiftung eines Bauerngutes an das „St. Jörgengotteshaus“ in Wals mit der Widmung zurück, in der Nacht und an hohen Feiertagen ein Licht zu unterhalten.
Im Süden der Kirche findet sich eine in die Friedhofsmauer eingebaute Marienkapelle. Diese wurde 1927 ursprünglich als Leichenhalle erbaut und 1984/85 zu einer Kapelle umgestaltet. An der Stirnseite der Kapelle befindet sich eine Stele mit einer Marienfigur von Friedrich Koller, die nach der Beschreibung der Apokalypse gestaltet ist („Und es erschien ein großes Zeichen im Himmel: ein Weib, mit der Sonne bekleidet, und der Mond unter ihren Füßen und auf ihrem Haupt eine Krone mit zwölf goldenen Sternen.“ Offenbarung 12,1 ).